# Храм Богоявления Господня (Курумоч)
Храм Богоявле́ния Госпо́дня — православная церковь в селе Куру́моч в Волжском районе Самарской области. Принадлежит Самарской епархии Самарской митрополии Русской православной церкви. Храм в русско-византийском стиле построен из красного кирпича в 1906 году по проекту Тадеуша Хилинского. В 2023 году признан памятником архитектуры регионального значения.

## История
В 1743 году, по случаю крещения калмыков, в селе была построена первая деревянная церковь во имя Казанской иконы Божией Матери. В 1819 году на месте деревянной была поставлена белокаменная Богоявленская церковь. В 1898 году был составлен проект на строительство нового храма, утверждён в 1903 году. Проект был сделан Самарским епархиальным архитектором Тадеушом Севериновичем Хилинским. Казанско-Богородицкая церковь, однопрестольная, здание и колокольня каменные, была построена и освящена в 1906 году епископом Константином (Булычёв).
Церковь закрыли 4 ноября 1930 г. После закрытия храм начали использовать под машинно-тракторную станцию. В 1970—1980-е годы церковь хотели взорвать, но оставили, а сделали из неё склад удобрений. Пары химикатов начали разъедать стены. В октябре 1988 года мимо села проезжал и посетил полуразрушенную церковь архиепископ Иоанн (Снычёв). Жители села ходатайствовали о восстановлении церкви. Владыка благословил их. Восстановительные работы начались 30 октября 1988 года, а 4 ноября 1988 года, ровно через 58 лет после закрытия, в храме было проведено первое богослужение. 2 ноября 1989 года освятили престол в честь Богоявления Господня.

## Духовенство
- священник Василий Перов (на 1930)[6];
- дьякон Александр Фёдорович Шибакин (на 1930)[6];
- священник Владимир Назаров (на 1988)[5];

## Святыни
- Большая икона Николая Чудотворца[5]
- есть икона афонского письма, выполненная иеросхимонахом Кириллом в 1910 году[5]

утерянные
- Большой колокол (судьба неизвестна)[5]
- Большая икона Казанской Богородицы, находится в Америке[5]

## Галерея

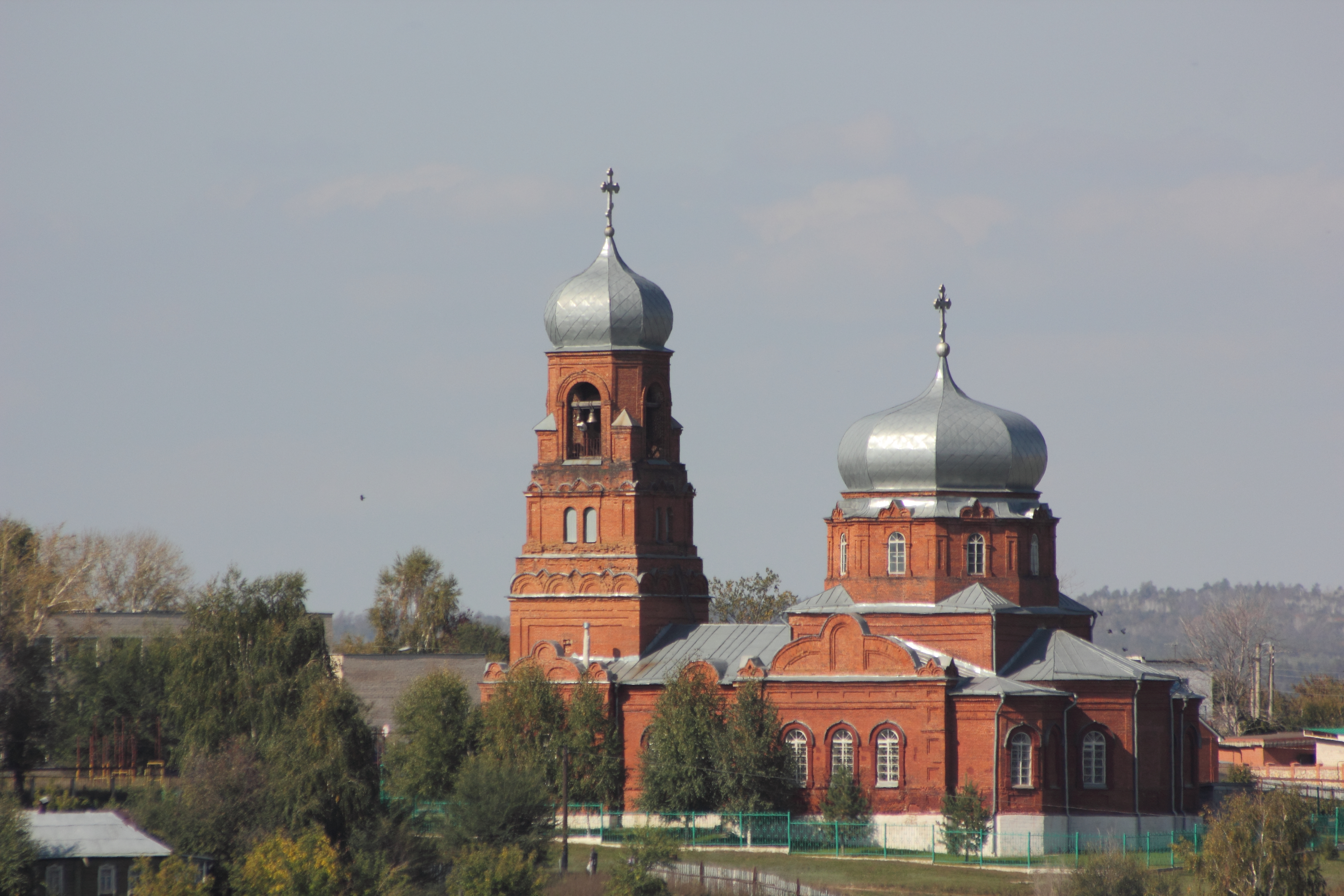
Церковь Богоявления Господня в 2011 г.
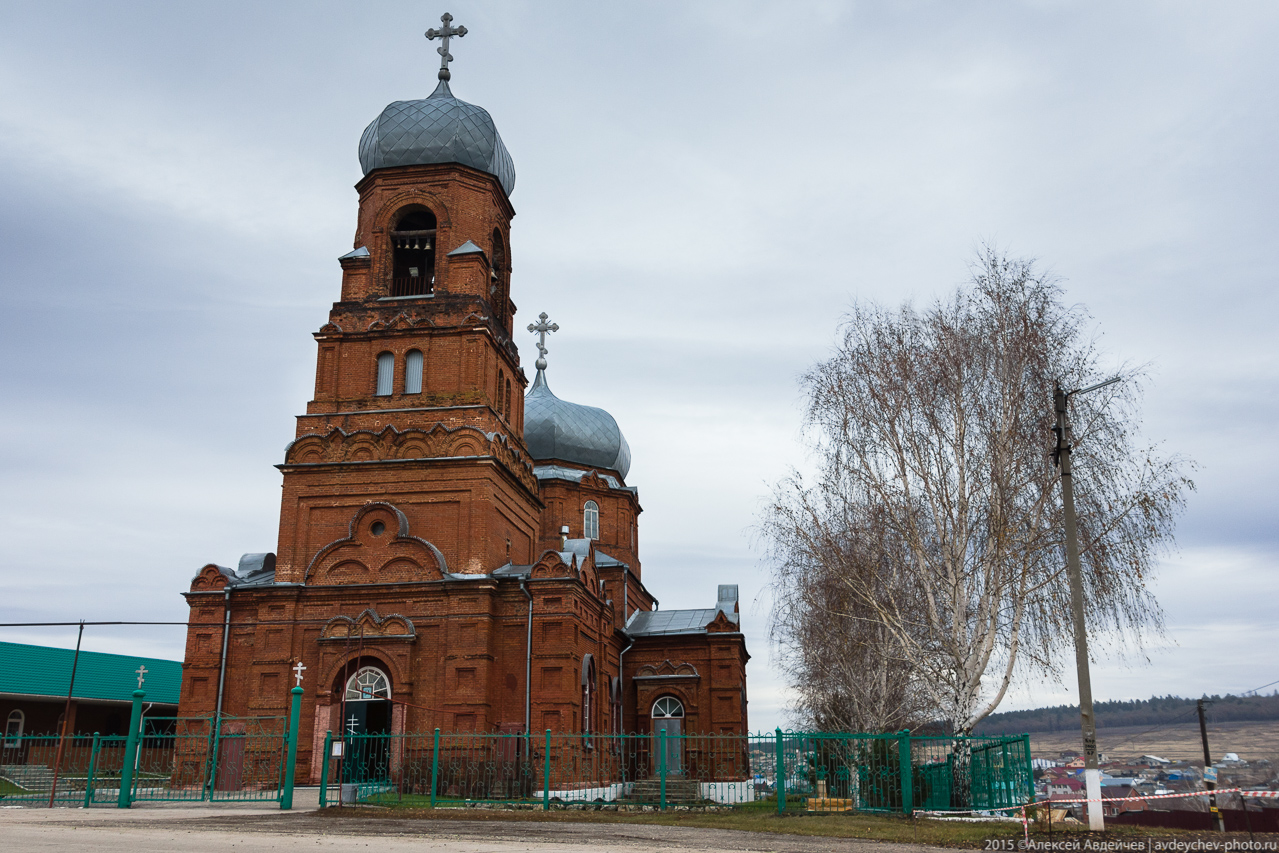
Церковь Богоявления Господня в 2011 г.
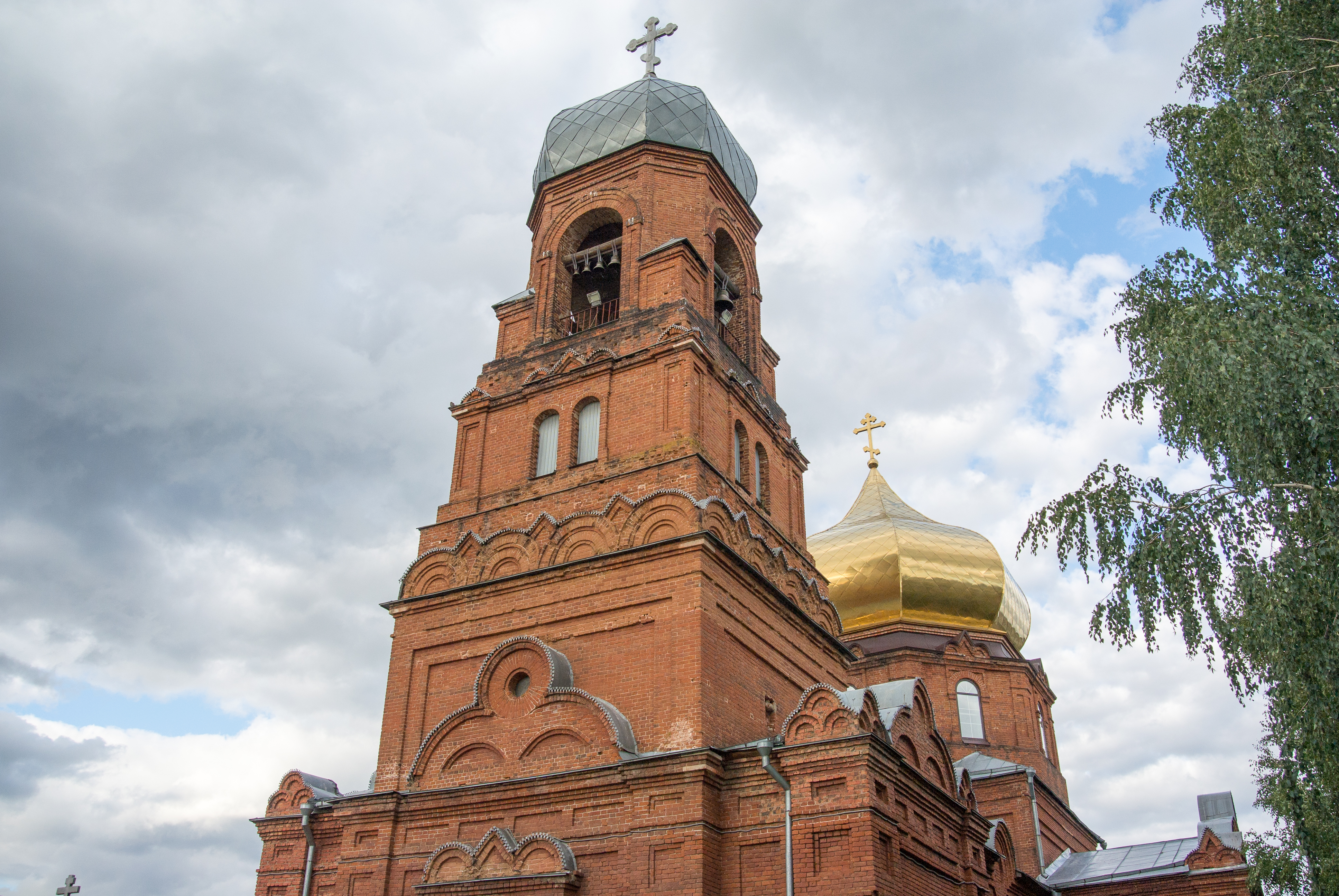
Церковь Богоявления Господня в 2021 г.
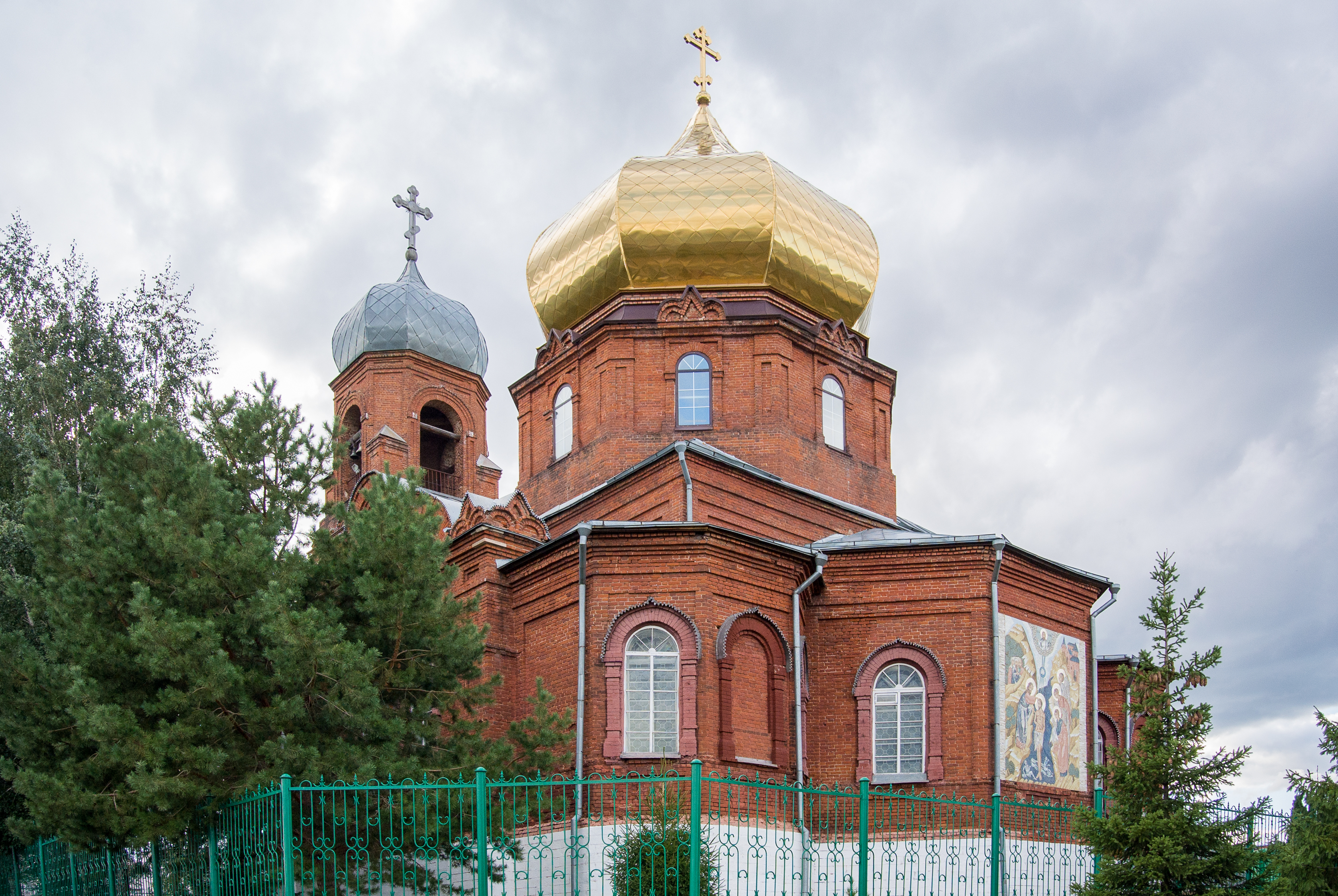
Церковь Богоявления Господня в 2021 г.